# Dolichopentas longiflora
Dolichopentas longiflora är en måreväxtart som först beskrevs av Daniel Oliver, och fick sitt nu gällande namn av Jesper Kårehed och Birgitta Bremer. Dolichopentas longiflora ingår i släktet Dolichopentas och familjen måreväxter. Inga underarter finns listade i Catalogue of Life.